# Jungermannia quadridigitata
Jungermannia quadridigitata là một loài Rêu trong họ Jungermanniaceae. Loài này được Griff. mô tả khoa học đầu tiên năm 1849.